# Курсалон
Курсало́н, также Курсало́н Хю́бнера (нем. Kursalon Hübner) — концертный зал в Вене (район Внутренний город).

## История
В 1857 году император Франц Иосиф I повелел снести старые фортификационные сооружения Вены, а на их месте разбить кольцо бульваров. В 1862 году на прилегающей территории площадью 65 000 м² открылся городской парк, заложенный по эскизам австрийского художника-пейзажиста Йозефа Селлени. В целях благоустройства парка в 1865—1867 годах в нём было построено здание по проекту архитектора Иоганна Гарбена в стиле итальянского Возрождения, которое первоначально использовалось как водолечебница: здесь предлагались минеральные воды со всех курортов империи. Но вскоре после открытия назначение здания изменилось: уже 15 октября 1868 года в Курсалоне состоялся первый концерт Иоганна Штрауса. В 1908 году Курсалон был сдан в аренду Гансу Хюбнеру (нем. Hans Hübner), после чего стал именоваться Курсалоном Хюбнера. В 1990 году городская администрация продала здание семейству Хюбнеров.

## Описание
Курсалон включает четыре зала для выступлений, располагающиеся на двух этажах, большую террасу площадью около 1000 м² с видом на городской парк, а также ресторан. Ежегодно в Курсалоне проводится более 500 концертов с участием более 200 000 слушателей, включая большое число иностранных туристов. Здесь регулярно выступает оркестр «Старая Вена» (нем. Alt Wien), в репертуаре которого произведения Штрауса, Ланнера, Моцарта, Бетховена, Шуберта, Цирера, Гайдна, шраммельн (австрийская народная музыка XIX века, исполняемая квартетом) и традиционная салонная музыка. Помимо концертов помещения Курсалона используются для проведения корпоративных мероприятий, конференций, балов, свадеб или других частных торжеств.